# Темплін
Темплін (нім. Templin) — місто у Німеччині, у землі Бранденбург.
Входить до складу району Уккермарк. Населення становить 16 455 людей (на 31 грудня 2010). Займає площу 377,06 км². Офіційний код — 12 0 73 572.
Місто поділяється на 24 міських райони.

## Населення
| Рік  | Населення |
| ---- | --------- |
| 2005 | 17 535    |
| 2010 | 16 504    |

## Відомі мешканці
1957 року із Гамбурга до Темпліна переїхали батьки Ангели Меркель і усі шкільні роки майбутнього 34-го канцлера Німеччини пройшли саме тут.

## Галерея

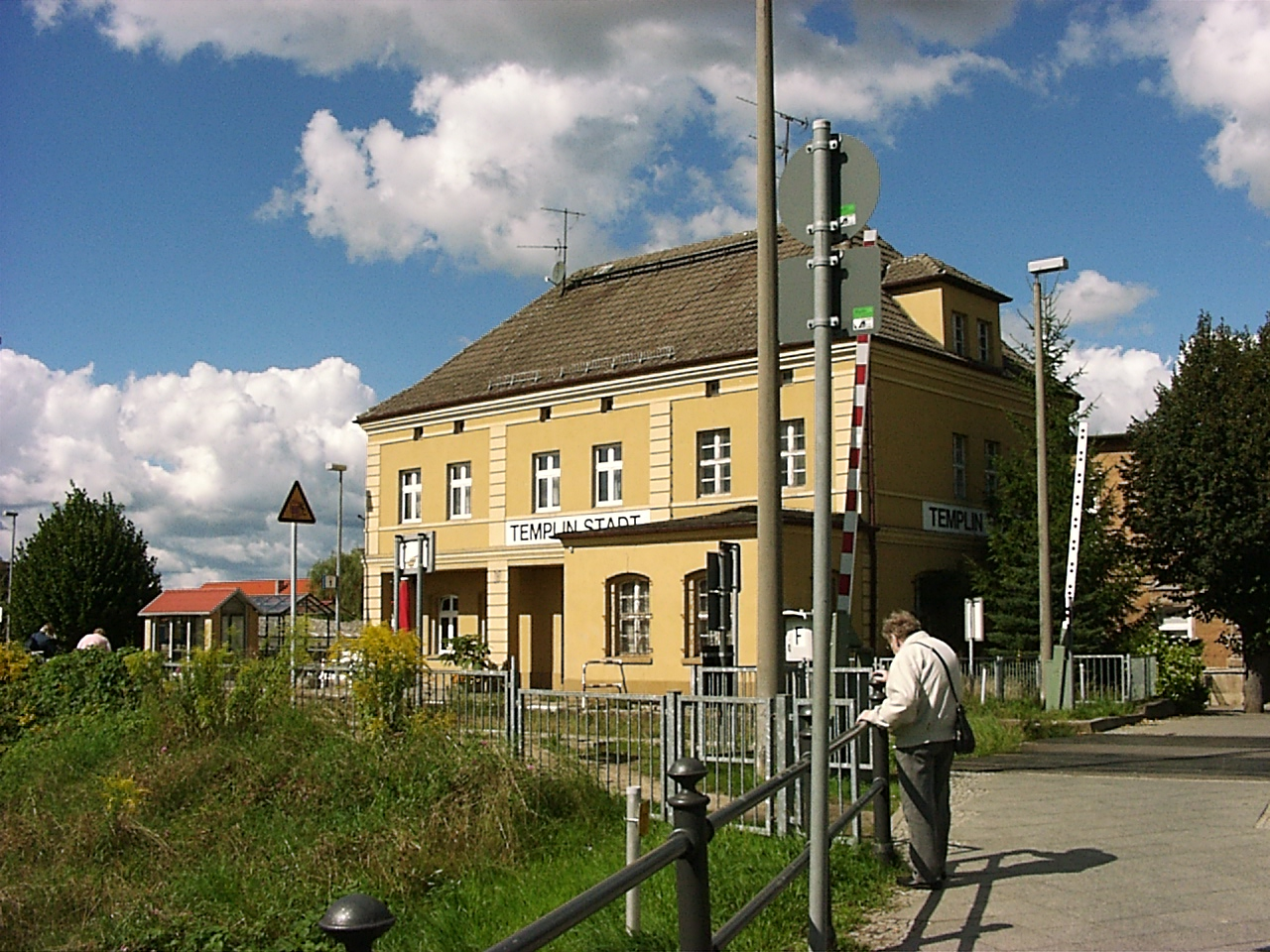
Вокзал „Templin Stadt“ (Місто Темплін) - один з двох міських вокзалів
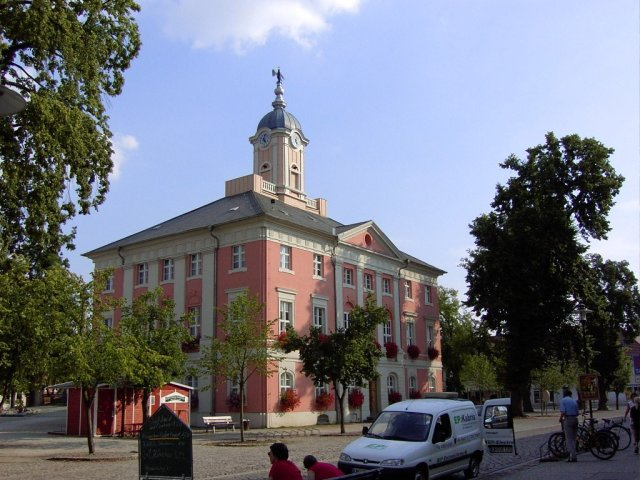
Ратуша
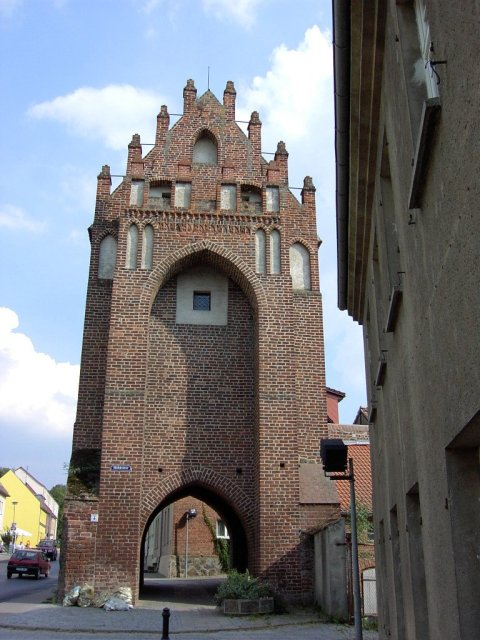
Мюлентор - одна з трьох міських веж
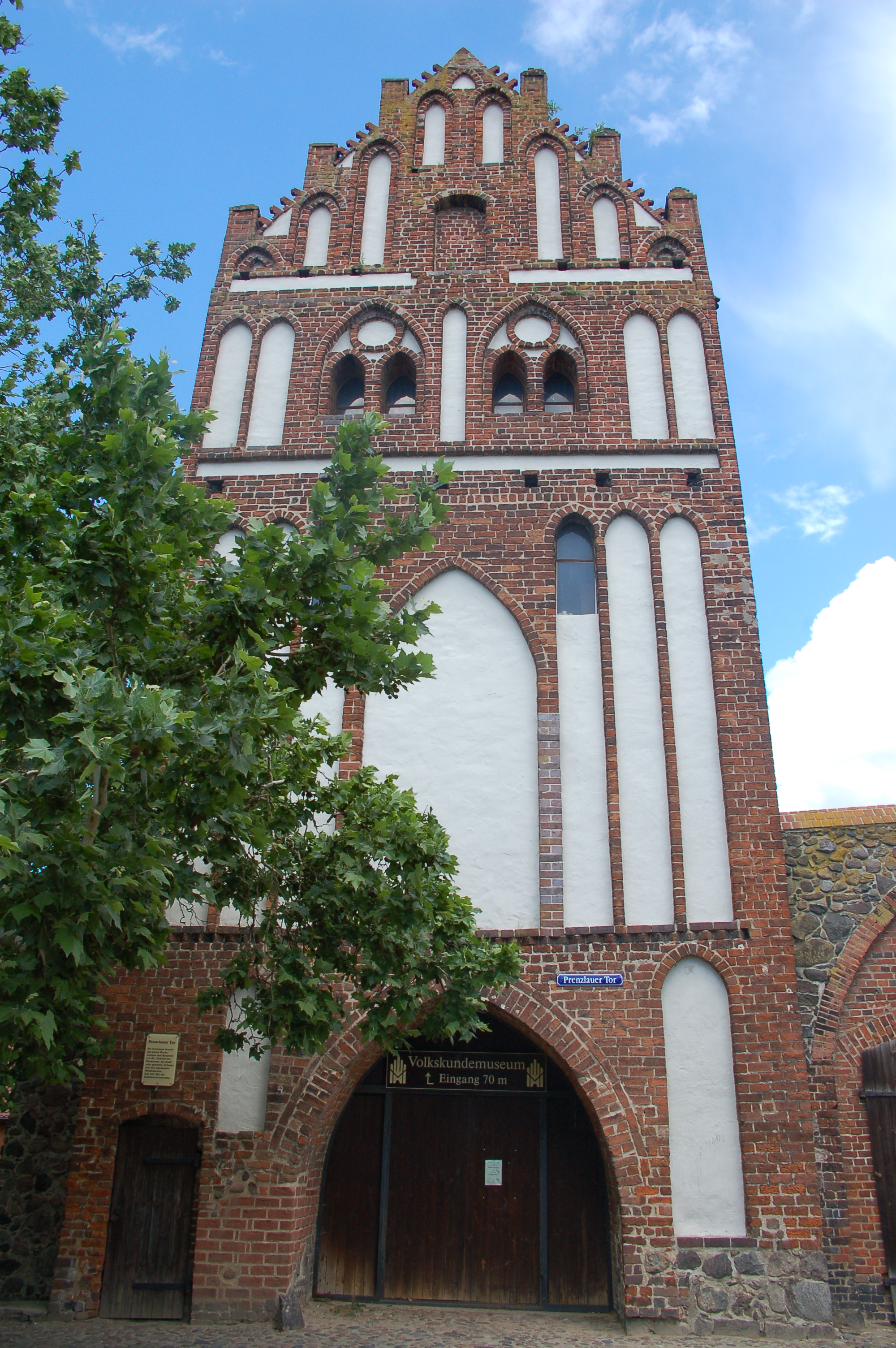
Пренцлауер - одна з трьох міських веж, 2007
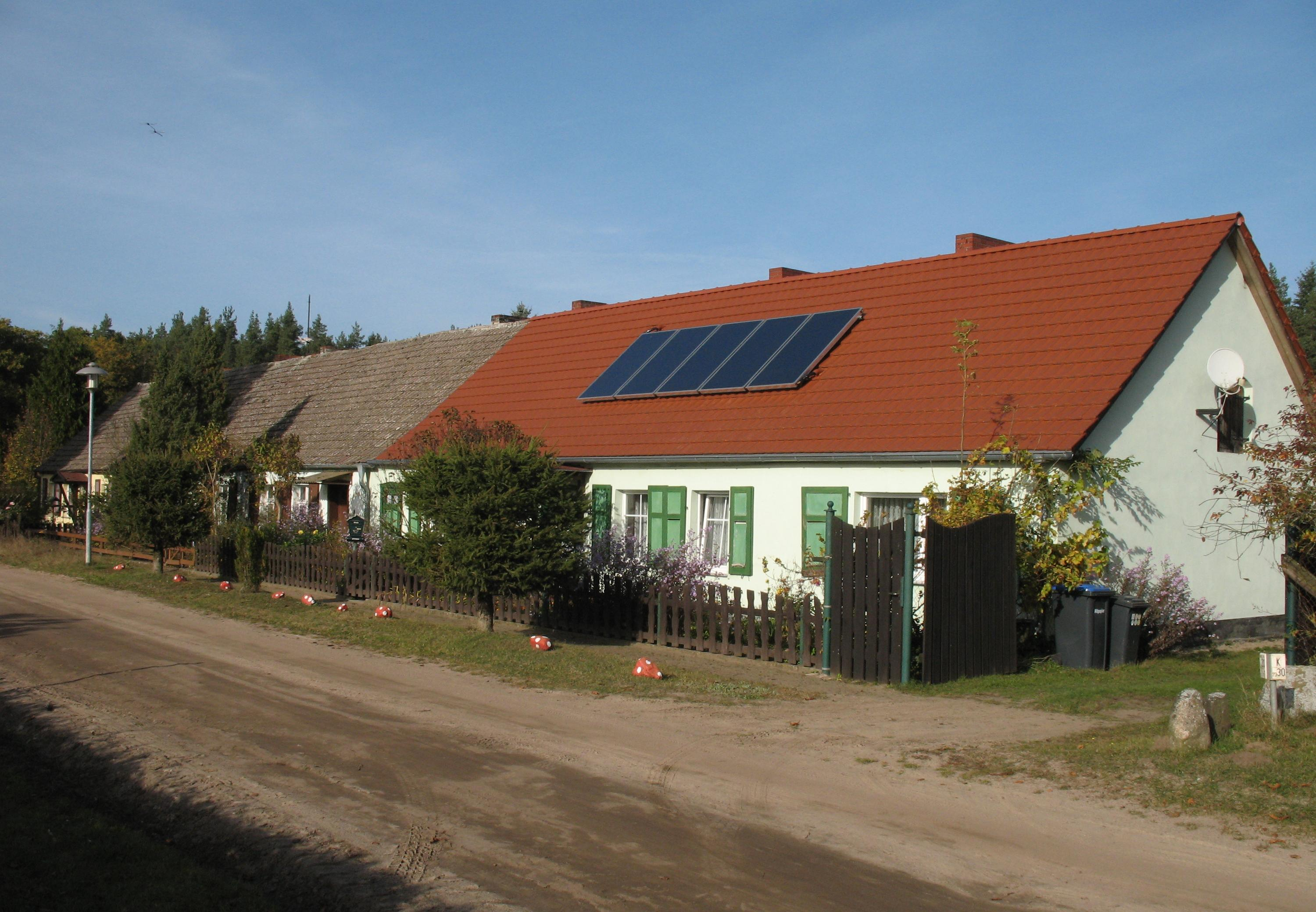
Alt Placht
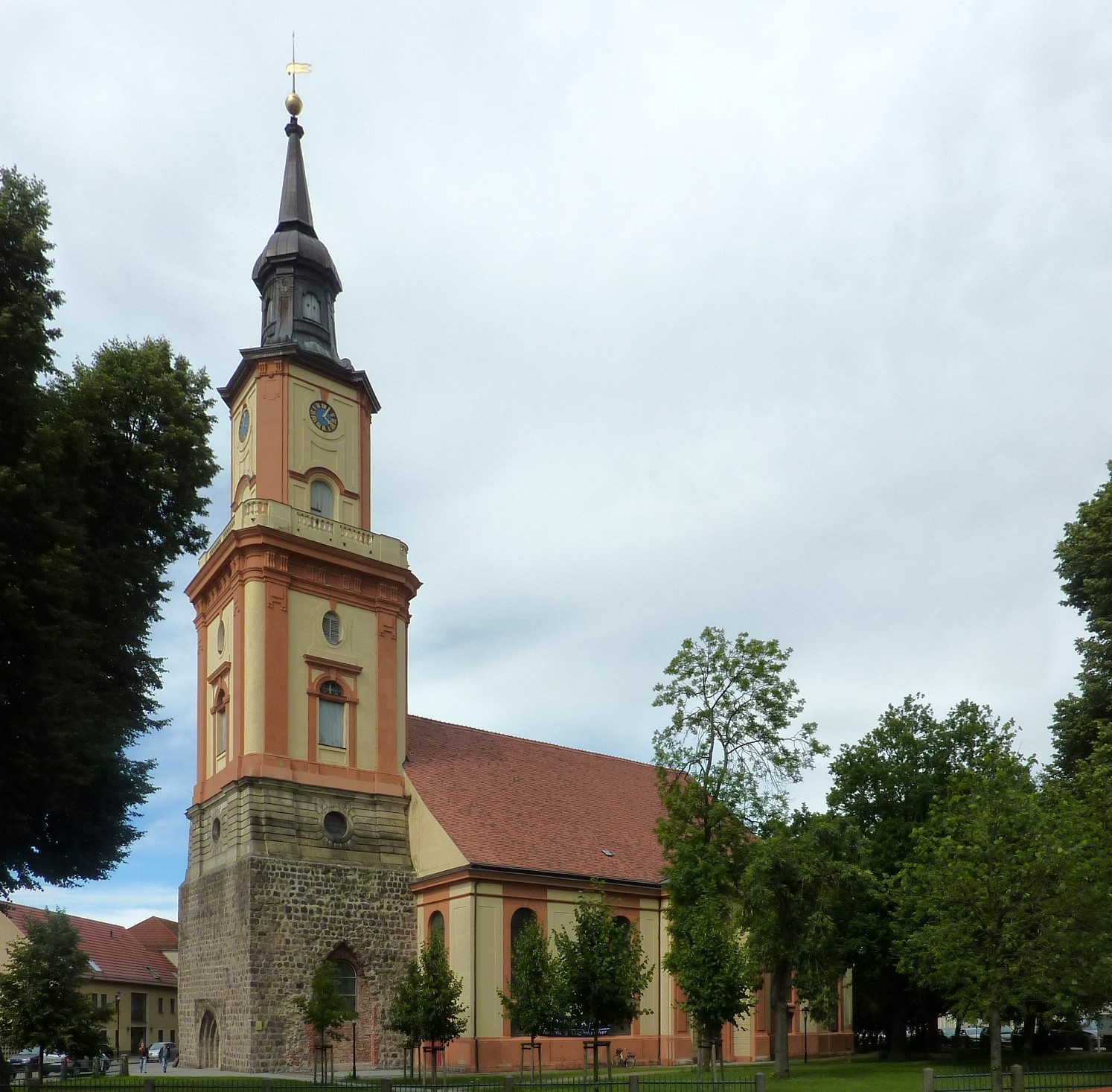
Церква Святої Марії Магдалини
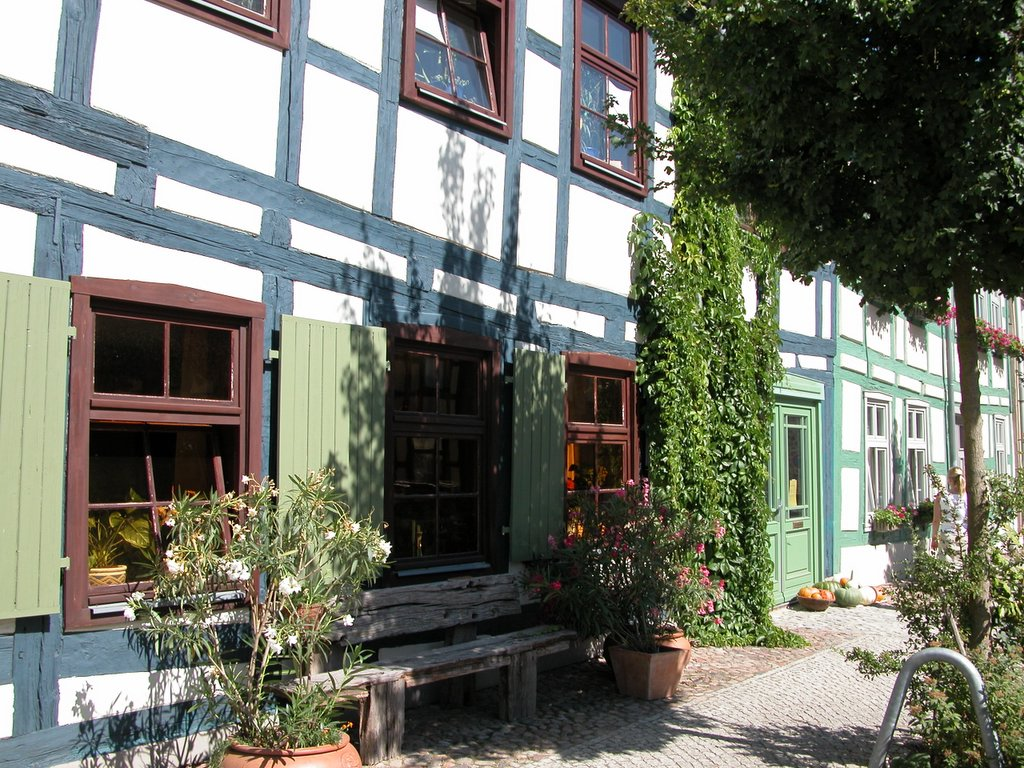
Фермерський дім на ринку
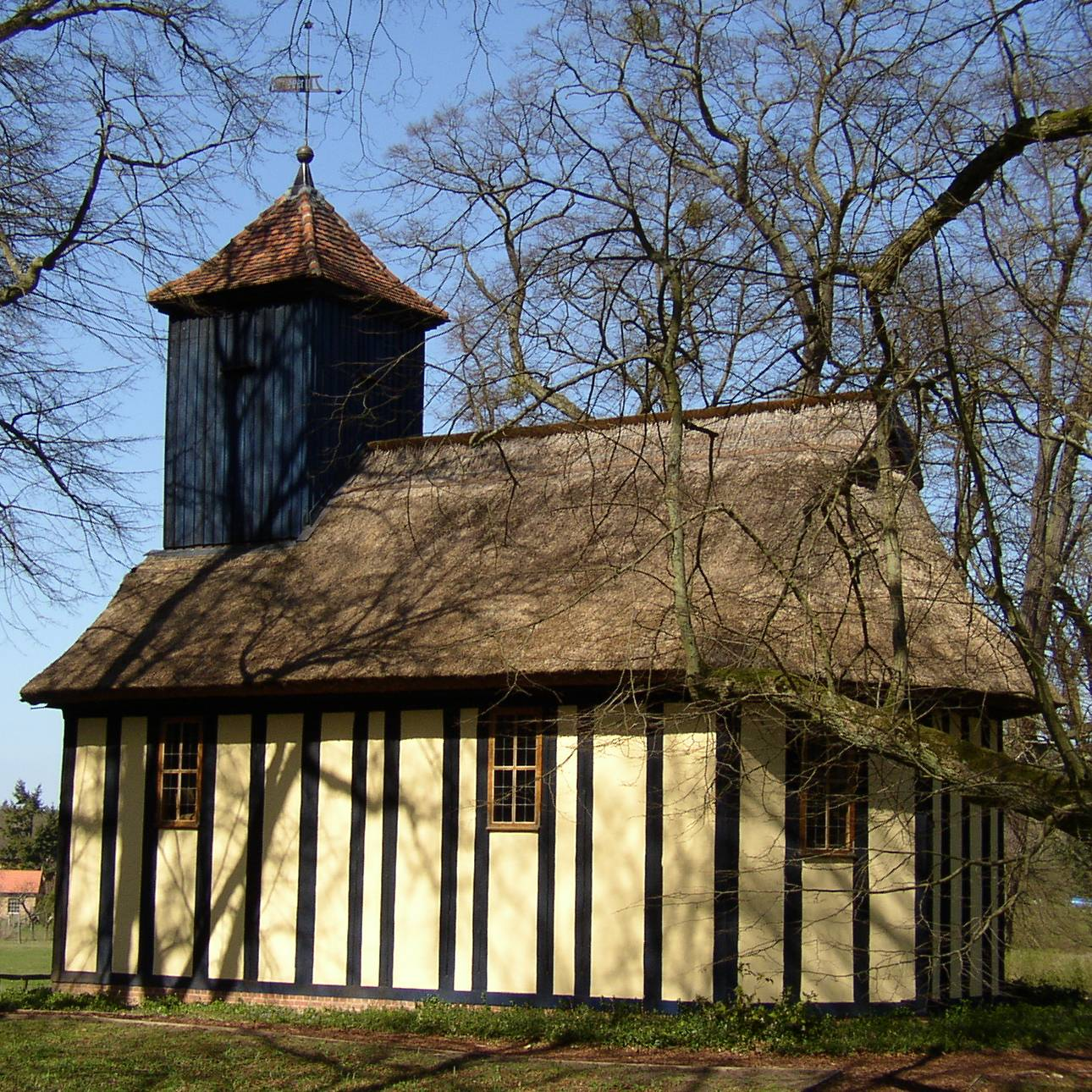
„Церква в селі“ в Alt Placht
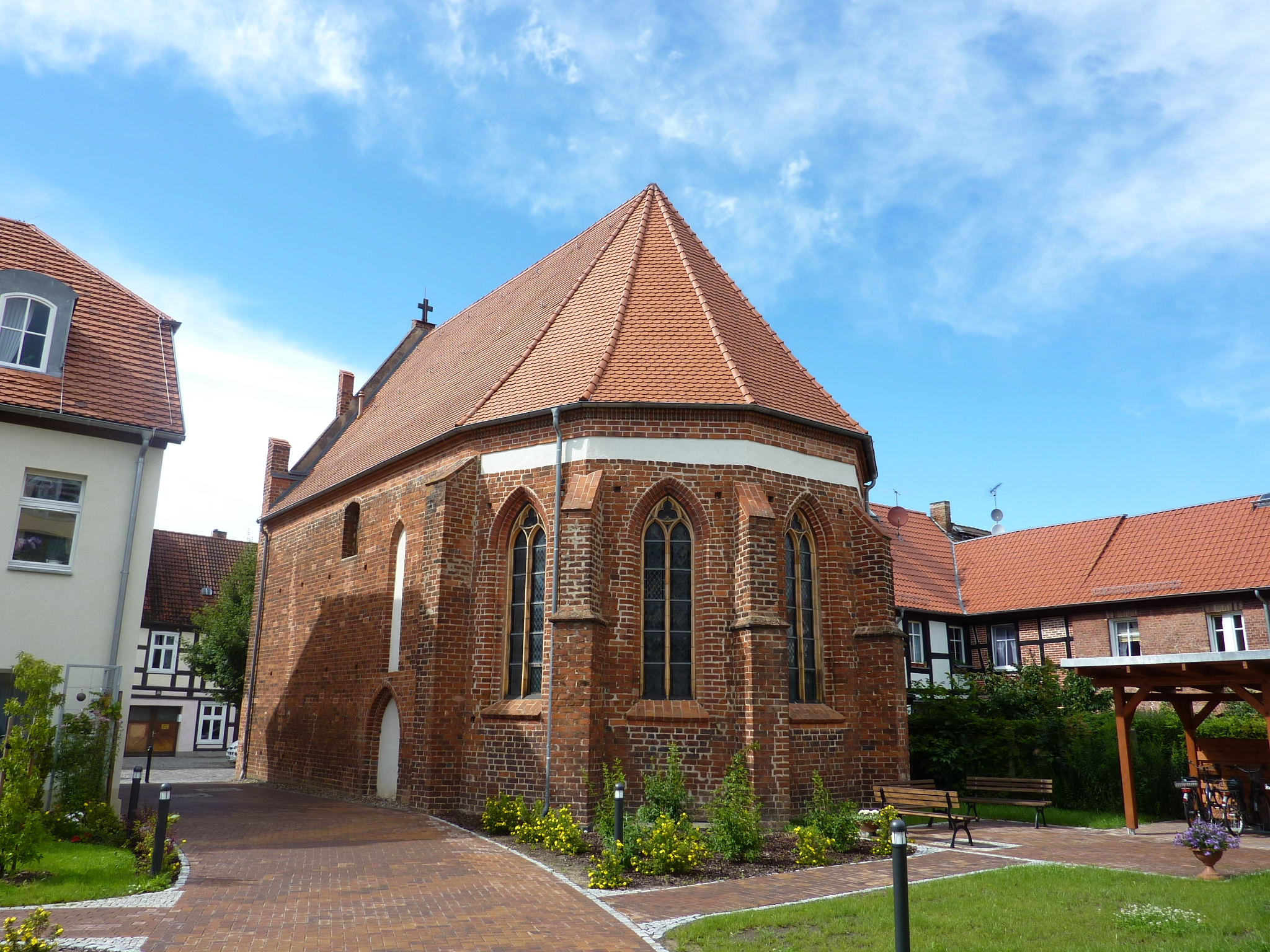
Георгіївська каплиця
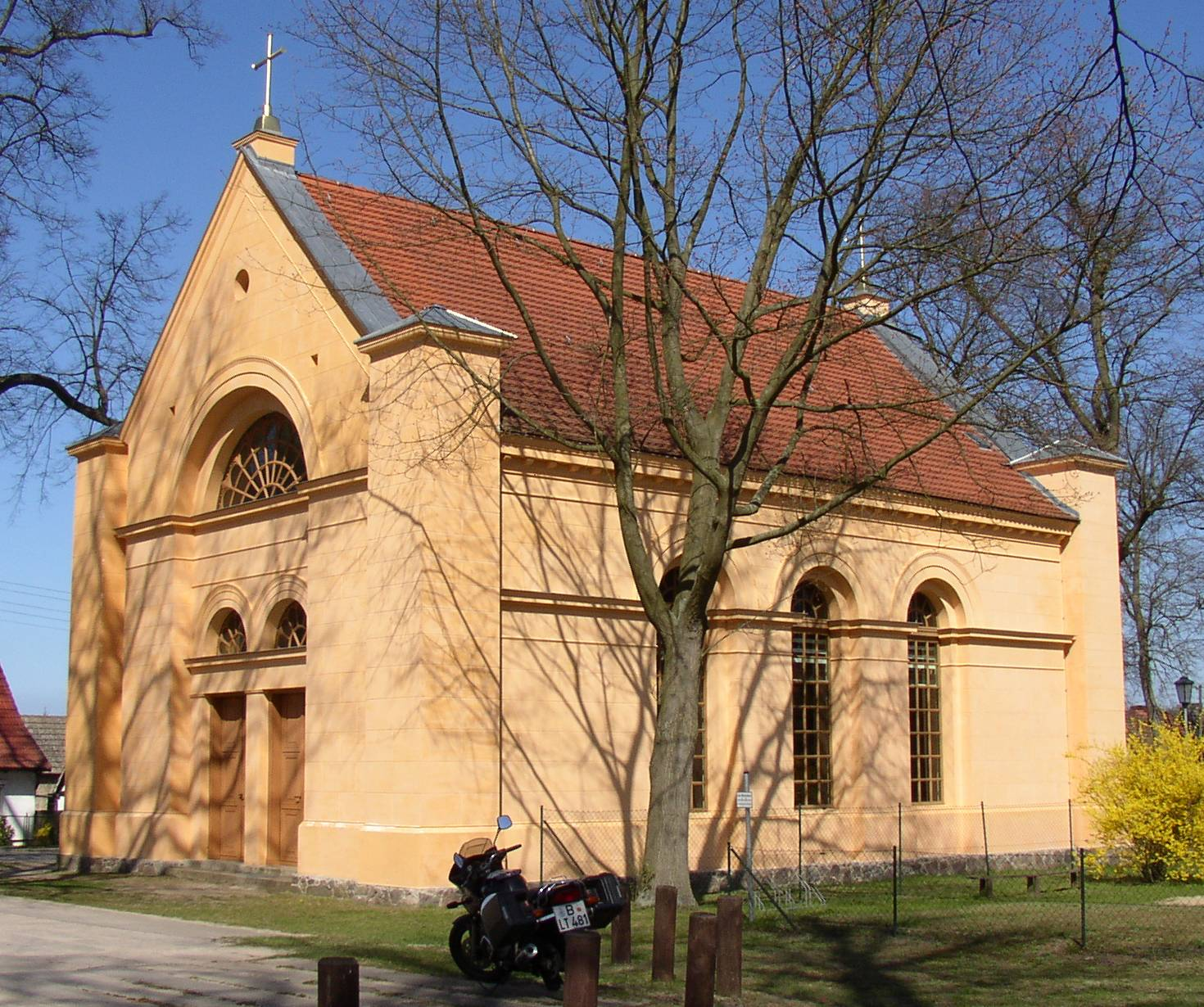
Церква в Анненвальде
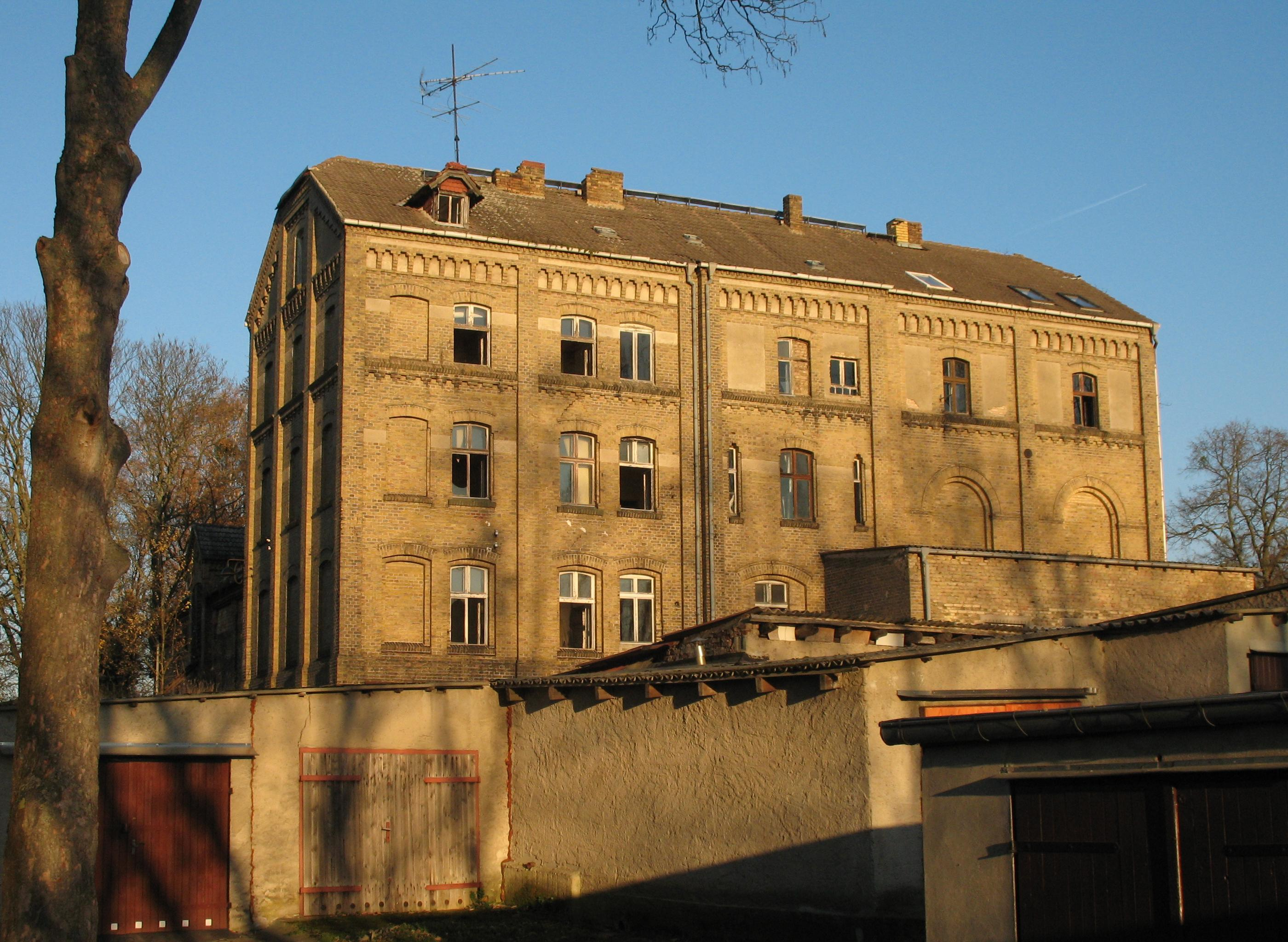
Колишні пивоварні